# Красна Ріка (село)
Красна Ріка (рос. Красная Река) — село в Старомайнському районі Ульяновської області Російської Федерації.
Населення становить 1338 осіб. Входить до складу муніципального утворення Краснореченське сільське поселення.

## Історія
Від 2004 року входить до складу муніципального утворення Краснореченське сільське поселення.

## Населення
| 2010 | 2013  |
| ---- | ----- |
| 1312 | ↗1338 |